# Champagne-en-Valromey
Champagne-en-Valromey je naselje in občina v jugovzhodnem francoskem departmaju Ain regije Rona-Alpe. Leta 2009 je naselje imelo 766 prebivalcev.

## Geografija
Kraj se nahaja v pokrajini Bugey, 80 km jugovzhodno od središča departmaja Bourga.

## Administracija
Champagne-en-Valromey je sedež istoimenskega kantona, v katerega so poleg njegove vključene še občine Artemare, Belmont-Luthézieu, Béon, Brénaz, Chavornay, Lochieu, Lompnieu, Ruffieu, Songieu, Sutrieu, Talissieu, Vieu in Virieu-le-Petit s 4.901 prebivalcem. 
Kanton je sestavni del okrožja Belley.

## Zgodovina
Občina Champagne-en-Valromey je bila ustanovljena 1. januarja 1973 z združitvijo dveh dotedaj samostojnih občin, Passin in Lilignod.